# 토론토 템포
토론토 템포(영어: Toronto Tempo)는 캐나다 온타리오주 토론토를 연고지로 하는 2026시즌 WNBA 동부 콘퍼런스 참가할 예정인 프로농구 팀이면, WNBA 최초로 캐나다 도시를 연고하는 팀이다. 홈 구장은 코카콜라 콜리시엄이다.

## 역대 홈경기장

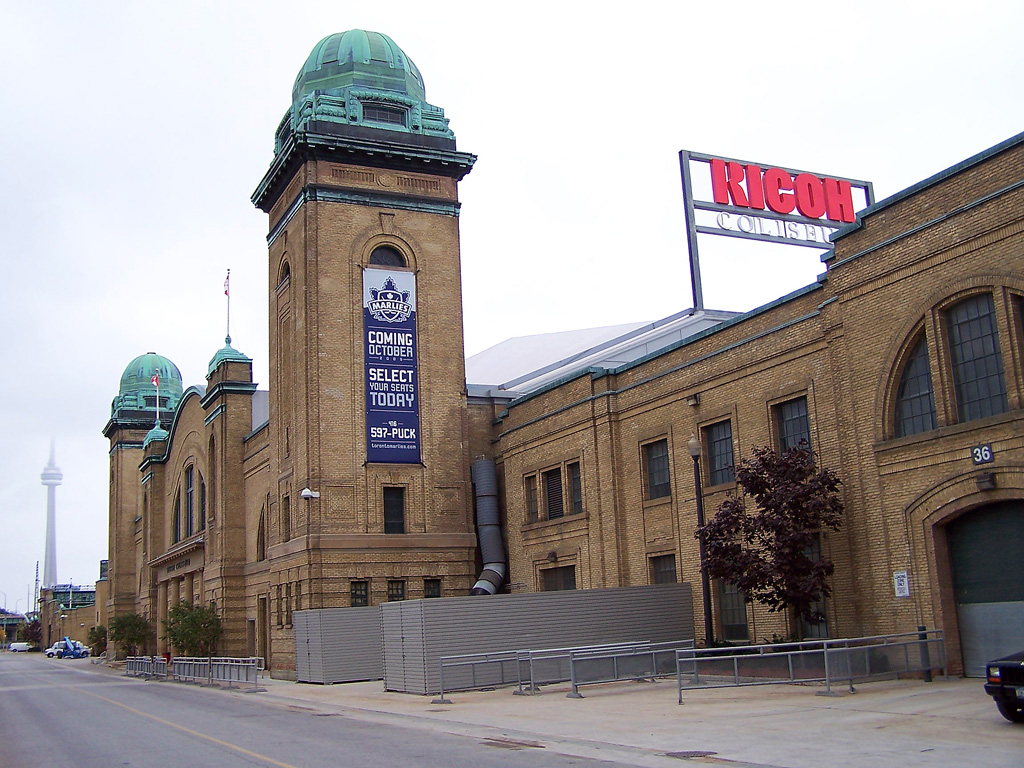
토론토 템포의 홈경기장인 경기장 코카-콜라 콜리시엄

| 경기장            | 사용기간    | 수용인원 | 장소              | 비고 |
| ----------------- | ----------- | -------- | ----------------- | ---- |
| 토론토 템포       |             |          |                   |      |
| 코카콜라 콜리시엄 | 2026년~미래 | 8,500명  | 온타리오주 토론토 | 빈칸 |

## 영구결번
- 없음

## 같이 보기
- 토론토 허스키스
- 토론토 랩터스
- 랩터스 905